# Fresialinda
Fresia Ruth Ramos Cárdenas (Sitajara, Tacna; 13 de marzo de 1980), conocida por su nombre artístico Fresialinda, es una cantante peruana. Alcanzó a la popularidad por haber desempeñado  su carrera artística dentro de la música andina, gozando de la popularidad desde finales de los años 2000. Dentro de sus trabajos musicales, se destacó por el tema musical «No me caso».

## Biografía
Nació el 13 de marzo de 1980 en Sitajara, distrito del departamento de Tacna, bajo el nombre completo de Fresia Ruth Ramos Cárdenas.
Proveniente de una familia de clase baja, vivió sus primeros años en su ciudad natal, donde mostraría su interés en la música. Comenzó su carrera artística allá por 2003, desempeñándose en la música andina vernacular.[cita requerida] Durante su trayectoria, popularizó como intérprete de los temas «Presiento» y «Corazoncito».
Pero fue hasta el año 2009, cuando lanzaría el huayno «No me caso», convirtiéndose así en su primer éxito musical, en el cual logró posicionarse en los primeros puestos de las emisoras localesy comienza a presentarse como invitada a diferentes programas de televisión. Producto de ello, recibió el galardón como «Mejor cantante folclórica del año 2010»y fue nominada a los Premios Apdayc 2010 en la categoría «Artista vernacular del año».[cita requerida]
En el año 2011, fue parte de la campaña Súmate, sólo + 18: Promoviendo la venta responsable donde contó con la presencia de la entonces primera dama Nadine Heredia.
Estrenó su siguiente material «Dime la verdad» en 2013, manteniéndose en los ritmos andinos, y al año siguiente, anunció su retiro temporal de la música tras ser detectada con pólipos en la garganta. Retoma su faceta como cantante en 2016, elaborando el disco Dime la verdad (Mix), comprendiendo el tema «Terminamos el amor», bajo el formato de huayno sureño, y realizó giras internacionales por Chile y Argentina.
Fresialinda ingresa como participante del reality show El artista del año de América Televisión en 2018, sin conseguir el éxito, y estuvo en negociaciones para lanzar su agrupación de cumbia peruana.
Adicionalmente, se incursionó en la locución radial como presentadora de un programa musical por la extinta emisora Radio Unión en el año 2019, compartiendo el rol al lado del locutor Manolo Sáenz. En ese año, elabora sus siguientes temas «Me estás sacando la vuelta», «La fea» y «No quiero nada de ti».Tuvo unas esporádicas participaciones en los programas televisivos Noche de patas y Sorpréndete durante inicios de los años 2020.
Durante la pandemia de COVID-19, Fresialinda realizó el oficio de campesina y a la vez como vendedora, sin dejar de lado a su carrera musical.
En el año 2022, fue parte de la producción de su nuevo sencillo «Boquita de caramelo» de su álbum El karma.

## Discografía

### Álbumes en estudio
- 2016: Dime la verdad (Mix)
- 2020: La Reina del Sur
- 2022: El karma

## Premios y nominaciones
| Año  | Premios        | Categoría                    | Resultado | Ref.             |
| ---- | -------------- | ---------------------------- | --------- | ---------------- |
| 2010 | Premios Apdayc | «Artista vernacular del año» | Nominada  | [cita requerida] |